# België op het Eurovisiesongfestival 2014

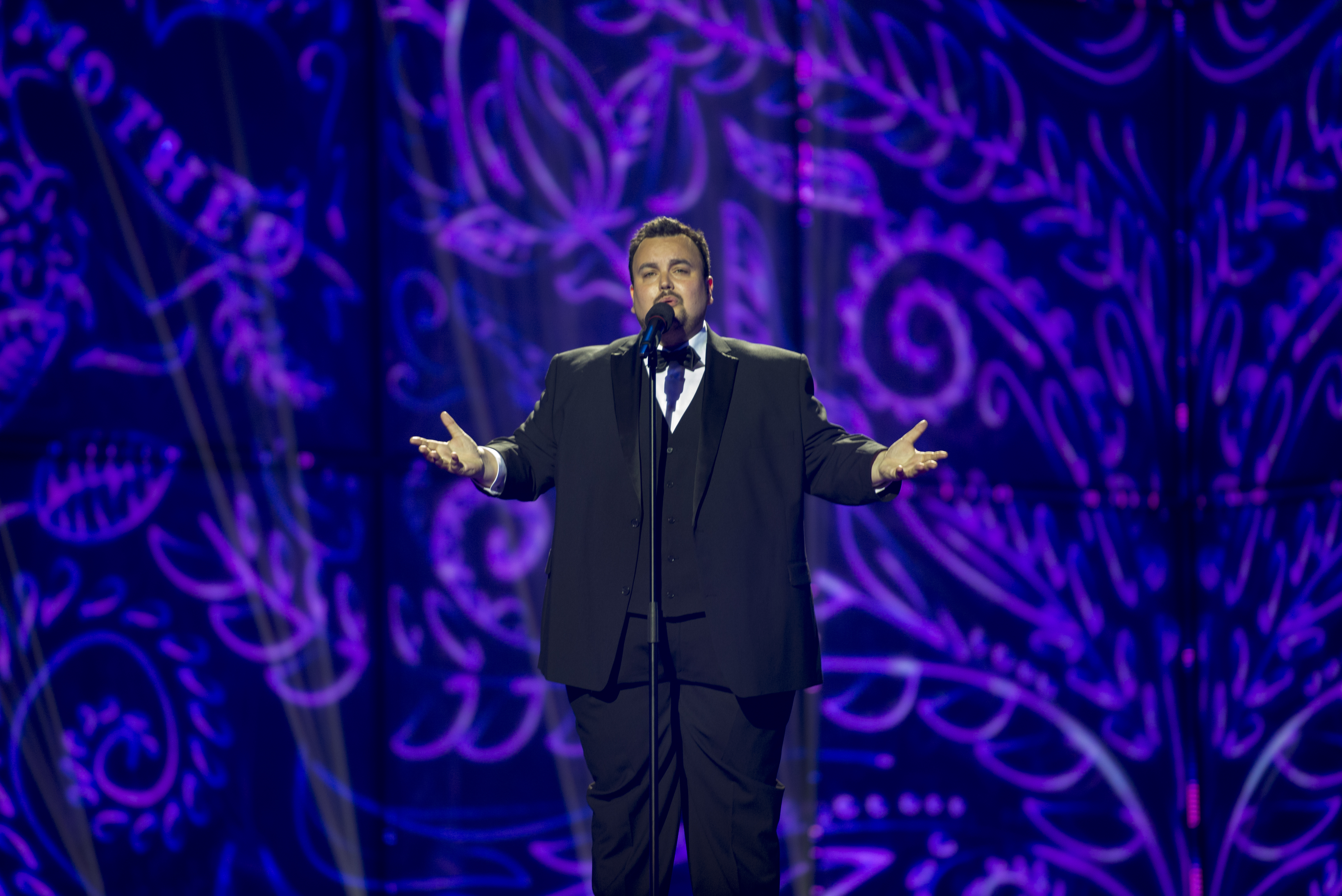
Axel Hirsoux wist zich niet te plaatsen voor de finale van het Eurovisiesongfestival 2014

België nam deel aan het Eurovisiesongfestival 2014 in Kopenhagen, Denemarken. Het was de 57ste deelname van het land op het Eurovisiesongfestival. De VRT was verantwoordelijk voor de Belgische bijdrage voor de editie van 2014.

## Selectieprocedure
Reeds in het voorjaar van 2013 maakte de VRT bekend dat het zou teruggrijpen naar Eurosong, dat in 2008 voor het laatst werd gebruikt om de Belgische inzending te bepalen. Er werd ook gemeld dat het format volledig gewijzigd zou worden. Op 22 augustus werden de inschrijvingen geopend. Geïnteresseerden kregen tot 14 oktober de tijd om een cover van een bekende Eurovisieklassieker op te sturen naar de openbare omroep. Op 1 oktober werd het format dan uiteengezet.
Tijdens Eurosong 2014 mocht het publiek opnieuw bepalen wie België zou mogen vertegenwoordigen op het Eurovisiesongfestival, al gingen vier experten wel eerst op zoek naar de beste artiesten en de beste liedjes. Voor het eerst werd de zoektocht naar een uitvoerder losgekoppeld van de zoektocht naar een lied. Piet Goddaer (alias Ozark Henry), Jef Martens (beter bekend als Basto of Lazy Jay), Bart Peeters en Ruslana waren de experten die op zoek gingen naar de beste kandidaten en de beste songs.
De zoektocht naar de inzending voor het Eurovisiesongfestival was zeven zondagavonden op rij te zien op Eén. Tijdens de eerste twee voorrondes streden de artiesten om acht rechtstreekse tickets voor de halve finale. De kandidaten zongen hier een lied dat ze zelf kozen uit de 58-jarige geschiedenis van het Eurovisiesongfestival. De acht rechtstreeks gekwalificeerde halvefinalisten werden aangeduid door drie van de vier experten, zijnde Piet Goddaer, Jef Martens en Bart Peeters. Deze castings vonden plaats op 3 december 2013 en werden in uitgesteld relais uitgezonden. Ruslana liet verstek gaan voor de castings, aangezien ze deelnam aan de pro-Europese protesten die op dat moment plaatsvonden in Kiev, Oekraïne.
Op 16 februari volgde dan de eerste liveshow. Acht kandidaten die niet rechtstreeks naar de halve finale konden, kregen hier een tweede kans. Vier van hen mochten ook naar de halve finale. Op 23 februari, 2 en 9 maart volgden dan de halve finales. In elke show brachten vier kandidaten een nummer dat hen was toevertrouwd door een expert. De experten en de kijkers beslisten samen welke twee kandidaten doorgingen naar de finale. Zowel tijdens de callback als tijdens de drie halve finales werden de punten gelijkmatig verdeeld door de experten en de televoters. In de finale beslisten de kijkers en een Europese jury samen wie van de zes België mocht vertegenwoordigen in Denemarken. De vier experten hadden hier enkel een adviserende rol. Zeven landen reikten elk 40 punten uit aan hun favorieten acts, samen goed voor 280 punten. Nadien werden nogmaals 280 punten verdeeld door de televoters op basis van de televotingpercentages.
De finale van Eurosong 2014 vond op zondag 16 maart 2014 plaats in het Sportpaleis in Antwerpen. Hierdoor was het de grootste zaal ooit waarin de Belgische preselectie plaatsvond. Alle shows werden gepresenteerd door Peter Van de Veire en Eva Daeleman. Uiteindelijk ging de eindoverwinning naar Axel Hirsoux, met het nummer Mother. Hij kreeg zowel van de internationale jury's en van het publiek de meeste punten. Vooral de steun van de televoters was opmerkelijk: 57,31 % van de kijkers gaf zijn stem aan Hirsoux, wat neerkwam op 160 van de 280 punten. Daarenboven was het voor het eerst in de geschiedenis dat via de VRT een Waalse kandidaat werd gekozen.

### Schema
| Datum            | Stad      | Plaats      | Ronde               | Kijkcijfers |
| ---------------- | --------- | ----------- | ------------------- | ----------- |
| 2 februari 2014  | Antwerpen | Sportpaleis | Eerste casting      | 1.193.662   |
| 9 februari 2014  | Antwerpen | Sportpaleis | Tweede casting      | 1.287.527   |
| 16 februari 2014 | Vilvoorde | Videohouse  | Callback            | 1.264.901   |
| 23 februari 2014 | Vilvoorde | Videohouse  | Eerste halve finale | 1.272.961   |
| 2 maart 2014     | Vilvoorde | Videohouse  | Tweede halve finale | 1.262.317   |
| 9 maart 2014     | Vilvoorde | Videohouse  | Derde halve finale  | 1.206.126   |
| 16 maart 2014    | Antwerpen | Sportpaleis | Finale              | 1.383.045   |

## Eurosong 2014

### Castings
2 februari 2014
| Plaats | Artiest                  | Lied (buiten competitie)       | Percentage |
| ------ | ------------------------ | ------------------------------ | ---------- |
| 1      | Udo                      | Ne partez pas sans moi         | 93         |
| 2      | Nelson                   | Glorious                       | 86         |
| 3      | Eva Jacobs               | In your eyes                   | 86         |
| 4      | Axel Hirsoux             | Tu te reconnaîtras             | 84         |
| 5      | Joyce                    | Sister                         | 82         |
| 6      | 2 Fabiola feat. Loredana | My number one                  | 81         |
| 7      | Jessy                    | Euphoria                       | 81         |
| 8      | White Bird               | Fly on the Wings of Love       | 81         |
| 9      | Di Stephano              | L'amour ça fait chanter la vie | 78         |
| 10     | The Fuckuleles           | Waterloo                       | 76         |
| 11     | Violet Sky               | Door de wind                   | 73         |
| 12     | Gracious Wild            | In love for a while            | 72         |
| 13     | Elvya Dulcimer           | Sweet people                   | 72         |
| 14     | 3M8S                     | Only teardrops                 | 71         |
| 15     | The Exclusive Strings    | Hard rock hallelujah           | 68         |

9 februari 2014
| Plaats | Artiest         | Lied (buiten competitie)      | Percentage |
| ------ | --------------- | ----------------------------- | ---------- |
| 1      | Petra           | All kinds of everything       | 92         |
| 2      | Yass            | L'oiseau et l'enfant          | 89         |
| 3      | Tisha Cyrus     | Düm tek tek                   | 86         |
| 4      | Axeela          | Believe                       | 85         |
| 5      | Day One         | Satellite                     | 85         |
| 6      | Sil             | Where are you                 | 84         |
| 7      | Bandits         | Geef het op                   | 83         |
| 8      | Mr. Jones       | Standing still                | 80         |
| 9      | Bastien         | Fly on the wings of love      | 79         |
| 10     | Andrei Lugovski | In a moment like this         | 75         |
| 11     | Maureen         | Ding-a-dong                   | 74         |
| 12     | Dina Rodrigues  | Ne partez pas sans moi        | 71         |
| 13     | Soulbrothers    | Puppet on a string            | 68         |
| 14     | Aelia           | Poupée de cire, poupée de son | 68         |
| 15     | Manuel Palomo   | Eres tú                       | 63         |

### Callback
16 februari 2014
| Plaats | Artiest                  | Lied                                  |
| ------ | ------------------------ | ------------------------------------- |
| 1      | Bandits                  | Anne/Jennifer Jennings/Only teardrops |
| 2      | Sil                      | J'aime la vie                         |
| 3      | Day One                  | Nocturne                              |
| 4      | 2 Fabiola feat. Loredana | Euphoria                              |
| 5      | White Bird               | Love shine a light                    |
| 6      | Jessy                    | Je t'adore                            |
| 7      | Mr. Jones                | My star                               |
| 8      | Joyce                    | Save your kisses for me               |

### Halve finales
23 februari 2014
| Plaats | Artiest    | Lied                      |
| ------ | ---------- | ------------------------- |
| 1      | Eva Jacobs | Nothing is impossible     |
| 2      | Udo        | Hero (in Flanders fields) |
| 3      | Day One    | Whoever you are           |
| 4      | Petra      | Killer touch              |

2 maart 2014
| Plaats | Artiest                  | Lied                      |
| ------ | ------------------------ | ------------------------- |
| 1      | Sil                      | What's the time in Tokyo? |
| 2      | Yass                     | Need you tonight          |
| 3      | 2 Fabiola feat. Loredana | She's after my piano      |
| 4      | Axeela                   | Chasing rainbows          |

9 maart 2014
| Plaats | Artiest      | Lied      |
| ------ | ------------ | --------- |
| 1      | Axel Hirsoux | Mother    |
| 2      | Bandits      | One       |
| 3      | Nelson       | Wild side |
| 4      | Tisha Cyrus  | Kitty cat |

### Finale
16 maart 2014
| Plaats | Artiest      | Lied                      | Jury | Publiek | Totaal |
| ------ | ------------ | ------------------------- | ---- | ------- | ------ |
| 1      | Axel Hirsoux | Mother                    | 74   | 160     | 234    |
| 2      | Bandits      | One                       | 42   | 48      | 90     |
| 3      | Eva Jacobs   | Nothing is impossible     | 52   | 37      | 89     |
| 4      | Yass         | Need you tonight          | 58   | 19      | 77     |
| 5      | Sil          | What's the time in Tokyo? | 32   | 6       | 38     |
| 6      | Udo          | Hero (in Flanders fields) | 22   | 10      | 32     |

## In Kopenhagen
België moest in Kopenhagen eerst aantreden in de eerste halve finale, op dinsdag 6 mei. Axel Hirsoux trad als tiende van zestien acts aan, na Maria Jaremtsjoek uit Oekraïne en net voor Cristina Scarlat uit Moldavië. Bij het openen van de enveloppen bleek dat België zich niet had weten te plaatsen voor de finale. Na afloop van de finale werd duidelijk dat Axel Hirsoux op de veertiende plaats was geëindigd in de eerste halve finale, met 28 punten.

### Gekregen punten

#### Halve finale 1
| 12 punten | 10 punten                | 8 punten    | 7 punten     | 6 punten                 |
| --------- | ------------------------ | ----------- | ------------ | ------------------------ |
|           |                          |             | - Moldavië   | - Armenië                |
| 5 punten  | 4 punten                 | 3 punten    | 2 punten     | 1 punt                   |
|           | - Azerbeidzjan - Rusland | - Nederland | - Montenegro | - Frankrijk - San Marino |

| Jury punten halve finale 1 | Jury punten halve finale 1 | Jury punten halve finale 1 | Jury punten halve finale 1  | Jury punten halve finale 1 |
| 12 punten                  | 10 punten                  | 8 punten                   | 7 punten                    | 6 punten                   |
| -------------------------- | -------------------------- | -------------------------- | --------------------------- | -------------------------- |
|                            |                            |                            | - Armenië - Moldavië        |                            |
| 5 punten                   | 4 punten                   | 3 punten                   | 2 punten                    | 1 punt                     |
|                            | - Rusland                  |                            | - Azerbeidzjan - Montenegro | - San Marino - Zweden      |

| Televoting punten halve finale 1 | Televoting punten halve finale 1 | Televoting punten halve finale 1 | Televoting punten halve finale 1 | Televoting punten halve finale 1 |
| 12 punten                        | 10 punten                        | 8 punten                         | 7 punten                         | 6 punten                         |
| -------------------------------- | -------------------------------- | -------------------------------- | -------------------------------- | -------------------------------- |
|                                  |                                  |                                  | - Frankrijk                      | - Nederland                      |
| 5 punten                         | 4 punten                         | 3 punten                         | 2 punten                         | 1 punt                           |
| - Azerbeidzjan                   |                                  | - Armenië - Oekraïne             | - Letland - Portugal - Rusland   | - Hongarije                      |

### Punten gegeven door België

#### Halve finale 1
Punten gegeven in de eerste halve finale:
| 12 punten | Hongarije |
| 10 punten | Nederland |
| 8 punten  | Zweden    |
| 7 punten  | Oekraïne  |
| 6 punten  | Portugal  |
| 5 punten  | Letland   |
| 4 punten  | IJsland   |
| 3 punten  | Armenië   |
| 2 punten  | Albanië   |
| 1 punt    | Rusland   |

| Uitsplitsing jury/televoting | Uitsplitsing jury/televoting | Uitsplitsing jury/televoting | Uitsplitsing jury/televoting | Uitsplitsing jury/televoting | Uitsplitsing jury/televoting | Uitsplitsing jury/televoting | Uitsplitsing jury/televoting | Uitsplitsing jury/televoting | Uitsplitsing jury/televoting | Uitsplitsing jury/televoting |
| Volgorde                     | Land                         | B. Savenberg                 | L. Van den Bruel             | R. van Acker                 | Y. Fonderie                  | W. Van der Veken             | Juryranking                  | Televoting                   | Eindranking                  | Punten                       |
| ---------------------------- | ---------------------------- | ---------------------------- | ---------------------------- | ---------------------------- | ---------------------------- | ---------------------------- | ---------------------------- | ---------------------------- | ---------------------------- | ---------------------------- |
| 01                           | Armenië                      | 13                           | 15                           | 14                           | 14                           | 15                           | 15                           | 1                            | 8                            | 3                            |
| 02                           | Letland                      | 5                            | 14                           | 11                           | 9                            | 5                            | 9                            | 6                            | 6                            | 5                            |
| 03                           | Estland                      | 6                            | 8                            | 10                           | 13                           | 6                            | 8                            | 13                           | 11                           |                              |
| 04                           | Zweden                       | 1                            | 1                            | 9                            | 2                            | 3                            | 2                            | 5                            | 3                            | 8                            |
| 05                           | IJsland                      | 15                           | 12                           | 2                            | 3                            | 1                            | 5                            | 10                           | 7                            | 4                            |
| 06                           | Albanië                      | 4                            | 9                            | 8                            | 5                            | 14                           | 7                            | 9                            | 9                            | 2                            |
| 07                           | Rusland                      | 8                            | 5                            | 12                           | 4                            | 9                            | 6                            | 12                           | 10                           | 1                            |
| 08                           | Azerbeidzjan                 | 11                           | 6                            | 13                           | 10                           | 8                            | 11                           | 14                           | 14                           |                              |
| 09                           | Oekraïne                     | 3                            | 4                            | 4                            | 6                            | 7                            | 3                            | 7                            | 4                            | 7                            |
| 10                           | België                       |                              |                              |                              |                              |                              |                              |                              |                              |                              |
| 11                           | Moldavië                     | 14                           | 11                           | 7                            | 7                            | 12                           | 12                           | 15                           | 15                           |                              |
| 12                           | San Marino                   | 10                           | 13                           | 6                            | 15                           | 13                           | 14                           | 8                            | 12                           |                              |
| 13                           | Portugal                     | 12                           | 7                            | 5                            | 11                           | 10                           | 10                           | 4                            | 5                            | 6                            |
| 14                           | Nederland                    | 9                            | 2                            | 3                            | 8                            | 2                            | 4                            | 2                            | 2                            | 10                           |
| 15                           | Montenegro                   | 7                            | 10                           | 15                           | 12                           | 11                           | 13                           | 11                           | 13                           |                              |
| 16                           | Hongarije                    | 2                            | 3                            | 1                            | 1                            | 4                            | 1                            | 3                            | 1                            | 12                           |

#### Finale
Punten gegeven in de finale:
| 12 punten | Oostenrijk          |
| 10 punten | Zweden              |
| 8 punten  | Nederland           |
| 7 punten  | Hongarije           |
| 6 punten  | Denemarken          |
| 5 punten  | Roemenië            |
| 4 punten  | Oekraïne            |
| 3 punten  | Finland             |
| 2 punten  | Spanje              |
| 1 punt    | Verenigd Koninkrijk |

| Uitsplitsing jury/televoting | Uitsplitsing jury/televoting | Uitsplitsing jury/televoting | Uitsplitsing jury/televoting | Uitsplitsing jury/televoting | Uitsplitsing jury/televoting | Uitsplitsing jury/televoting | Uitsplitsing jury/televoting | Uitsplitsing jury/televoting | Uitsplitsing jury/televoting | Uitsplitsing jury/televoting |
| Volgorde                     | Land                         | B. Savenberg                 | L. Van den Bruel             | R. van Acker                 | Y. Fonderie                  | W. Van der Veken             | Juryranking                  | Televoting                   | Eindranking                  | Punten                       |
| ---------------------------- | ---------------------------- | ---------------------------- | ---------------------------- | ---------------------------- | ---------------------------- | ---------------------------- | ---------------------------- | ---------------------------- | ---------------------------- | ---------------------------- |
| 01                           | Oekraïne                     | 1                            | 11                           | 7                            | 5                            | 6                            | 5                            | 13                           | 7                            | 4                            |
| 02                           | Wit-Rusland                  | 19                           | 17                           | 26                           | 9                            | 17                           | 17                           | 23                           | 22                           |                              |
| 03                           | Azerbeidzjan                 | 18                           | 16                           | 22                           | 11                           | 8                            | 16                           | 26                           | 24                           |                              |
| 04                           | IJsland                      | 26                           | 12                           | 6                            | 6                            | 5                            | 11                           | 16                           | 13                           |                              |
| 05                           | Noorwegen                    | 16                           | 18                           | 20                           | 17                           | 20                           | 18                           | 10                           | 14                           |                              |
| 06                           | Roemenië                     | 8                            | 7                            | 17                           | 18                           | 16                           | 13                           | 5                            | 6                            | 5                            |
| 07                           | Armenië                      | 21                           | 26                           | 25                           | 24                           | 19                           | 25                           | 1                            | 11                           |                              |
| 08                           | Montenegro                   | 20                           | 19                           | 18                           | 15                           | 22                           | 19                           | 24                           | 25                           |                              |
| 09                           | Polen                        | 25                           | 25                           | 24                           | 25                           | 26                           | 26                           | 4                            | 16                           |                              |
| 10                           | Griekenland                  | 24                           | 20                           | 15                           | 22                           | 25                           | 23                           | 7                            | 17                           |                              |
| 11                           | Oostenrijk                   | 7                            | 6                            | 1                            | 7                            | 1                            | 3                            | 3                            | 1                            | 12                           |
| 12                           | Duitsland                    | 17                           | 15                           | 13                           | 19                           | 10                           | 15                           | 20                           | 19                           |                              |
| 13                           | Zweden                       | 3                            | 2                            | 10                           | 2                            | 2                            | 1                            | 6                            | 2                            | 10                           |
| 14                           | Frankrijk                    | 23                           | 24                           | 23                           | 20                           | 9                            | 21                           | 21                           | 23                           |                              |
| 15                           | Rusland                      | 9                            | 14                           | 14                           | 12                           | 15                           | 12                           | 15                           | 12                           |                              |
| 16                           | Italië                       | 22                           | 21                           | 19                           | 21                           | 21                           | 22                           | 18                           | 21                           |                              |
| 17                           | Slovenië                     | 14                           | 13                           | 12                           | 10                           | 18                           | 14                           | 25                           | 20                           |                              |
| 18                           | Finland                      | 5                            | 8                            | 8                            | 3                            | 3                            | 4                            | 14                           | 8                            | 3                            |
| 19                           | Spanje                       | 13                           | 3                            | 9                            | 14                           | 12                           | 10                           | 9                            | 9                            | 2                            |
| 20                           | Zwitserland                  | 11                           | 23                           | 16                           | 23                           | 23                           | 20                           | 12                           | 18                           |                              |
| 21                           | Hongarije                    | 2                            | 9                            | 3                            | 1                            | 7                            | 2                            | 8                            | 4                            | 7                            |
| 22                           | Malta                        | 12                           | 5                            | 2                            | 16                           | 11                           | 9                            | 19                           | 15                           |                              |
| 23                           | Denemarken                   | 6                            | 10                           | 4                            | 8                            | 4                            | 6                            | 11                           | 5                            | 6                            |
| 24                           | Nederland                    | 10                           | 4                            | 5                            | 13                           | 13                           | 8                            | 2                            | 3                            | 8                            |
| 25                           | San Marino                   | 15                           | 22                           | 21                           | 26                           | 24                           | 24                           | 22                           | 26                           |                              |
| 26                           | Verenigd Koninkrijk          | 4                            | 1                            | 11                           | 4                            | 14                           | 7                            | 17                           | 10                           | 1                            |

1956 · 1957 · 1958 · 1959 · 1960 · 1961 · 1962 · 1963 · 1964 · 1965 · 1966 · 1967 · 1968 · 1969 · 1970 · 1971 · 1972 · 1973 · 1974· 1975 · 1976 · 1977 · 1978 · 1979 · 1980 · 1981 · 1982 · 1983 · 1984 · 1985 · 1986 · 1987 · 1988 · 1989 · 1990 · 1991 · 1992 · 1993 · 1994 · 1995 · 1996 · 1997 · 1998 · 1999 · 2000 · 2001 · 2002 · 2003 · 2004 · 2005 · 2006 · 2007 · 2008 · 2009 · 2010 · 2011 · 2012 · 2013 · 2014 · 2015 · 2016 · 2017 · 2018 · 2019 · 2020 · 2021 · 2022 · 2023 · 2024 · 2025
Albanië · Armenië · Azerbeidzjan · België · Denemarken · Duitsland · Estland · Finland · Frankrijk · Georgië · Griekenland · Hongarije · Ierland · IJsland · Israël · Italië · Letland · Litouwen · Macedonië · Malta · Moldavië · Montenegro · Nederland · Noorwegen · Oekraïne · Oostenrijk · Polen · Portugal · Roemenië · Rusland · San Marino · Slovenië · Spanje · Verenigd Koninkrijk · Wit-Rusland · Zweden · Zwitserland